# Mistrzostwa świata kobiet w snookerze
Mistrzostwa świata kobiet w snookerze (znane jako Women’s World Open w latach 1976–1981 i jako Ladies Snooker Championship w latach 1983-2018) – najdłużej trwający i najbardziej prestiżowy turniej w ramach World Women’s Snooker Tour. Od pierwszej edycji w 1976 konkurs odbył się 41 razy. Wyłonił 15 różnych mistrzyń, z których sześć zdobyło tytuł więcej niż jeden raz.

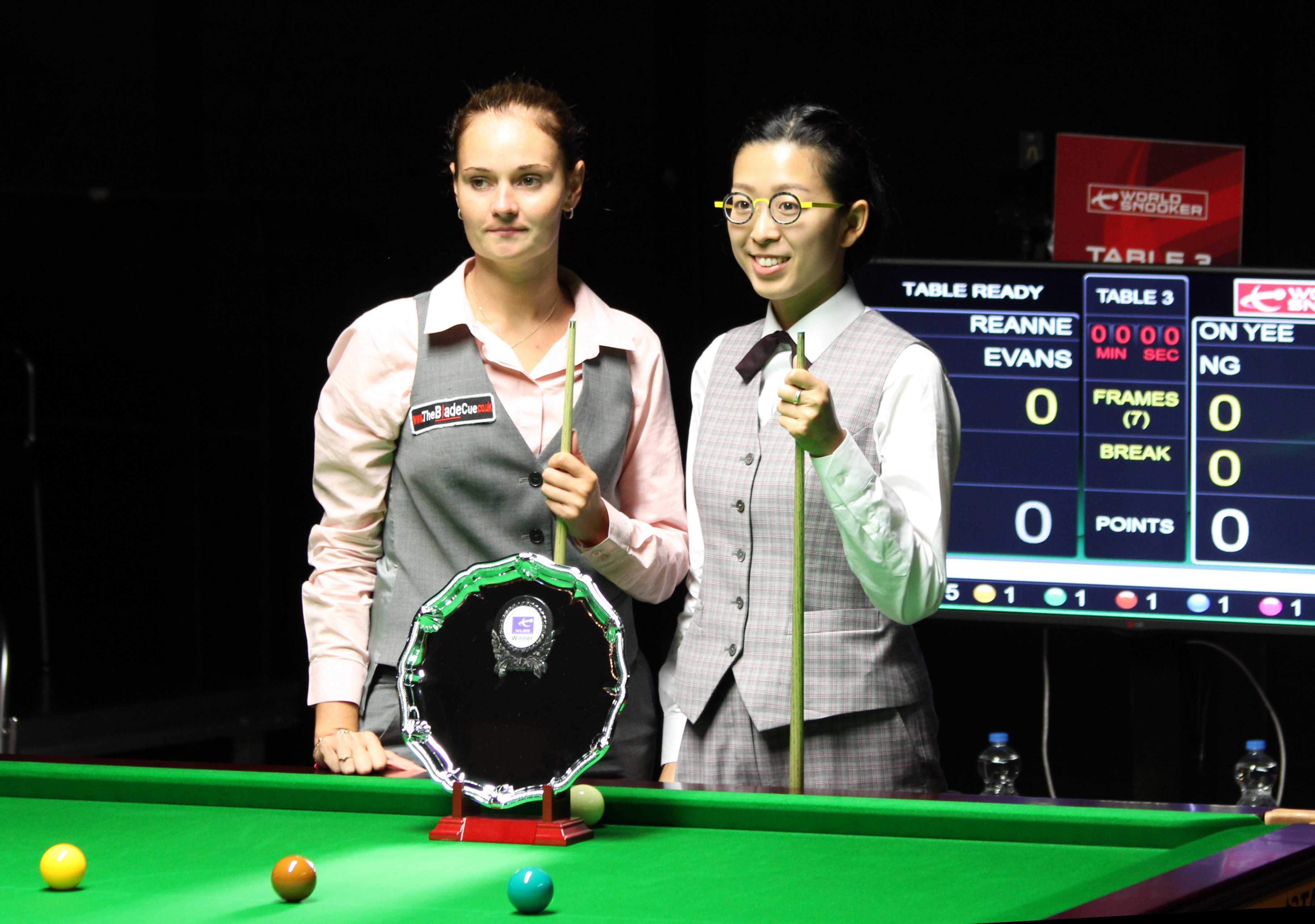
Reanne Evans (po lewej) zdobyła rekordową liczbę dwunastu tytułów Mistrzyni świata kobiet w snookerze; Ng On-yee (po prawej) wygrała ten tytuł trzy razy.

Najbardziej utytułowaną zawodniczką w historii turnieju jest Reanne Evans, która zdobyła 12 tytułów. Kolejne miejsca zajęły Allison Fisher z siedmioma tytułami i Kelly Fisher z pięcioma. Pierwszą mistrzynią została Vera Selby, która zdobyła tytuł dwukrotnie. Chociaż do 2014 roku w turnieju zwyciężyła tylko jedna zawodniczka spoza Wielkiej Brytanii (Australijka Lesley McIlrath w 1980 roku ), w ostatnich edycjach triumfowały zawodniczki z Azji. Ng On Yee z Hongkongu zdobyła trzy tytuły w latach 2015, 2017 i 2018. Tajskie zawodniczki Mink Nutcharut i Baipat Siripaporn zwyciężyły odpowiednio w 2022 i 2023 roku, a Chinka Bai Yulu zdobyła swój pierwszy tytuł w 2024 roku.
W 2021 roku turniej World Women’s Snooker Tour stał się oficjalną drogą kwalifikacyjną do głównego zawodowego World Snooker Tour. Pod koniec każdego sezonu aktualna mistrzyni świata kobiet w snookerze otrzymuje profesjonalną kartę wstępu na dwa kolejne sezony, podobnie jak najwyżej sklasyfikowana zawodniczka w rankingu kobiet, która jeszcze nie bierze udziału w tourze. Jeśli mistrzyni świata jest już w tourze, karta zostanie wydana następnej najwyżej sklasyfikowanej zawodniczce, która nie bierze udziału w tourze.

## Historia
Założone w 1931 roku Women’s Billiards Association (WBA) organizowało amatorskie mistrzostwa kobiet w snookerze, które odbywały się co roku od 1933 roku do lat 70. XX wieku. WBA organizowała także coroczne Mistrzostwa Kobiet w Snookerze Zawodowym w latach 1934–1941 i 1947–1950, ale później przerwała je z powodu braku zainteresowania ze strony opinii publicznej. Poziom amatorskiego snookera kobiet był powszechnie postrzegany jako niski przez całe lata 30. XX wieku, ale w okresie powojennym udział kobiet w rozgrywkach poprawił się, co doprowadziło m.in. do powstania lig snookera kobiecego, co przełożyło się na poprawę jakości gry. Produkująca stoły i akcesoria snookerowe firma Burroughes and Watts często wspierała zawody kobiet, ale wsparcie to ustało, gdy w 1967 roku została przejęta przez Riley. Liczba zawodów zmalała, a mistrzostwa amatorskie charakteryzowały się brakiem sponsorów i słabą organizacją.
W 1976 roku powstało Women’s Billiards and Snooker Association. Firma Q Promotions prowadzona przez Maurice’a Hayesa uzyskała sponsoring od marki tytoniowej Embassy na kobiecy turniej Women’s World Open 1976 w ramach umowy Embassy o sponsorowaniu Mistrzostw Świata w Snookerze w 1976. Wzięło w nim udział 16 zawodniczek w tym byłe mistrzynie amatorskie Maureen Baynton i Rosemary Davies, które wróciły z emerytury, oraz Joyce Gardner, wicemistrzyni zawodowców w latach 1934, 1935 i 1937. Mistrzostwa odbyły się w ratuszu w Middlesbrough i są dziś uznawane przez World Women’s Snooker za pierwszą edycję Mistrzostw Świata Kobiet w Snookerze. Vera Selby, obrończyni tytułu amatorskiego przez cztery sezony, pokonała w finale Muriel Hazeldene 4–0 i wygrała 500 funtów oraz zegarek Jaeger-LeCoultre wart kolejne 500 funtów.
Następna edycja miała miejsce w 1980 roku, kiedy to zgłosiło się 46 zawodniczek. Australijka Lesley McIlrath wygrała finał 4–2 z Agnes Davies, zwyciężczynią Mistrzostw Kobiet w Snookerze Zawodowym w 1949 roku. Turniej odbył się ponownie w następnym roku, 1981, kiedy Selby odzyskała tytuł po zwycięstwie 3–0 nad Mandy Fisher w finale. Pierwsze trzy mistrzostwa były organizowane pod nadzorem Women’s Billiards and Snooker Association, ale od 1983 roku mistrzostwa były kontrolowane przez World Ladies Billiards and Snooker Association (WLBSA), która ściśle współpracowała z Ladies Snooker International, firmą zarządzającą i promującą, która podpisała kontrakty z wieloma czołowymi zawodniczkami.
W 1984 roku WLBSA zorganizowała mistrzostwa amatorskie, które wygrała 15-letnia Stacey Hillyard, oraz serię pięciu turniejów Grand Prix, którą wygrała Mandy Fisher. Seria ta jest obecnie uważana za edycję Mistrzostw Świata Kobiet w Snookerze. W Mistrzostwach w 1985 roku wzięło udział 78 zawodniczek, a zwyciężyła w nich Allison Fisher, która przegrała tylko jeden frame podczas turnieju. W kolejnym roku WLBSA zniosła rozróżnienie między statusem amatora i profesjonalisty. Fisher zdobyła później sześć kolejnych tytułów mistrza świata, ostatni raz w 1994.
Firma Matchroom Barry’ego Hearna promowała Mistrzostwa Świata w 1990 przy wsparciu Trusthouse Forte i łącznej puli nagród wynoszącej 30 000 funtów, w tym 10 000 funtów dla mistrzyni.  Poprzedni rekord puli nagród w turnieju wynosił 10 000 funtów, a zwyciężczyni otrzymała 3500 funtów.  Było to pierwsze wydarzenie w ramach pięcioletniej umowy Matchroom z WLBSA, która gwarantowała co najmniej 50 000 funtów nagród pieniężnych w mistrzostwach świata w ciągu pięciu lat.  Karen Corr zdobyła tytuł w latach 1990, 1995 i 1997, a Kelly Fisher pięć razy w ciągu sześciu lat od 1998 do 2003 roku. Niezadowolona ze swoich zarobków Allison Fisher opuściła w 1997 roku środowisko snookera, aby wziąć udział w zawodach nine-ball i pool w Stanach Zjednoczonych organizowanych przez Women’s Professional Billiard Association. Zarówno Corr, jak i Kelly Fisher poszły później tą samą drogą.
W 1994 roku ćwierćfinały, półfinały i finał odbyły się w Nowym Delhi w Indiach. Był to pierwszy turniej rozgrywany poza granicami Zjednoczonego Królestwa. W 1994 i ponownie w 1995 obniżono pulę nagród, a finałowe etapy ponownie odbyły się w Nowym Delhi. Podczas kolejnej edycji, która trwała od 1996 do 1997 z powodu opóźnień w harmonogramie rund finałowych, Hearn zażądał rozwiązania umowy z WLBSA, aby móc w przyszłości promować wydarzenie.
W 1997 roku World Professional Billiards and Snooker Association (WPBSA) przejęło WLBSA, zobowiązując się do zapewnienia dodatkowych nagród pieniężnych. W latach 1998–2003 turnieje sponsorowała marka Embassy, a półfinały i finał odbywały się w Crucible Theatre w Sheffield razem otwartymi Mistrzostwami świata w snookerze WPBSA zaprzestała wspierania zawodów kobiecych w 2003 w związku z ograniczeniami rządu Wielkiej Brytanii dotyczącymi sponsorowania sportu przez firmy tytoniowe, a mistrzostwa w 2004 nie odbyły się.
Turniej reaktywowano w 2005 roku. Od tego czasu jej najbardziej utytułowaną zawodniczką stała się Reanne Evans, która zdobyła tytuł rekordową liczbę 12 razy, w tym dziesięć zwycięstw z rzędu w latach 2005–2014, a następnie kolejne tytuły w 2016 i 2019. Ng On Yee z Hongkongu została pierwszą azjatycką zwyciężczynią turnieju w 2015, zdobywając kolejne tytuły w 2017 i 2018 r. Wydarzenie w 2017 odbyło się w Toa Payoh w Singapurze. Był to pierwszy raz od 1995, kiedy turniej odbył się poza Wielką Brytanią. W 2018 roku World Ladies Billiards and Snooker Association zmieniło nazwę na World Women’s Snooker Association (WWS).
W latach 2020 i 2021 turniej nie odbył się z powodu pandemii COVID-19.  W 2021 roku trofeum turnieju przemianowano na Mandy Fisher Trophy. Fisher, która założyła World Ladies Billiards and Snooker Association w 1981, zdobyła tytuł mistrzyni świata kobiet w 1984, od marca 2024 pełni funkcję prezesa World Women’s Snooker Association
Od 2021 roku turniej World Women’s Snooker Tour stał się oficjalną ścieżką kwalifikacyjną do World Snooker Tour. Mistrzyni świata kobiet automatycznie otrzymuje kartę wstępu na turniej zawodowy na kolejne dwa sezony, ale jeśli już posiada miejsce w turnieju zawodowym, miejsce otrzyma kolejna najwyżej sklasyfikowana zawodniczka, która nie bierze udziału w turnieju. W turniejach w latach 2022 i 2023 zwyciężyły odpowiednio tajskie zawodniczki Mink Nutcharut i Baipat Siripaporn, kończąc tym samym 19-letni okres, w którym wszystkie tytuły mistrzowskie świata zdobyli Evans lub Ng. Chiny po raz pierwszy będą gospodarzem wydarzenia w 2024 roku, turniej odbył się w Dongguan. Bai Yulu pokonała w finale Nutcharut 6–5, stając się pierwszą zwycięzczynią z Chin kontynentalnych.
Najwyższy break w historii turnieju to 127, który zaliczył Bai w fazie grupowej wydarzenia w 2023 roku.
Ann-Marie Farren, która zdobyła tytuł w 1987 mając 16 lat i 47 dni, jest uznawana przez Księgę Rekordów Guinnessa za najmłodszą zwyciężczynię turnieju chociaż Hillyard miała zaledwie 15 lat, gdy wygrała mistrzostwa amatorów w 1984.

## Zwyciężczynie

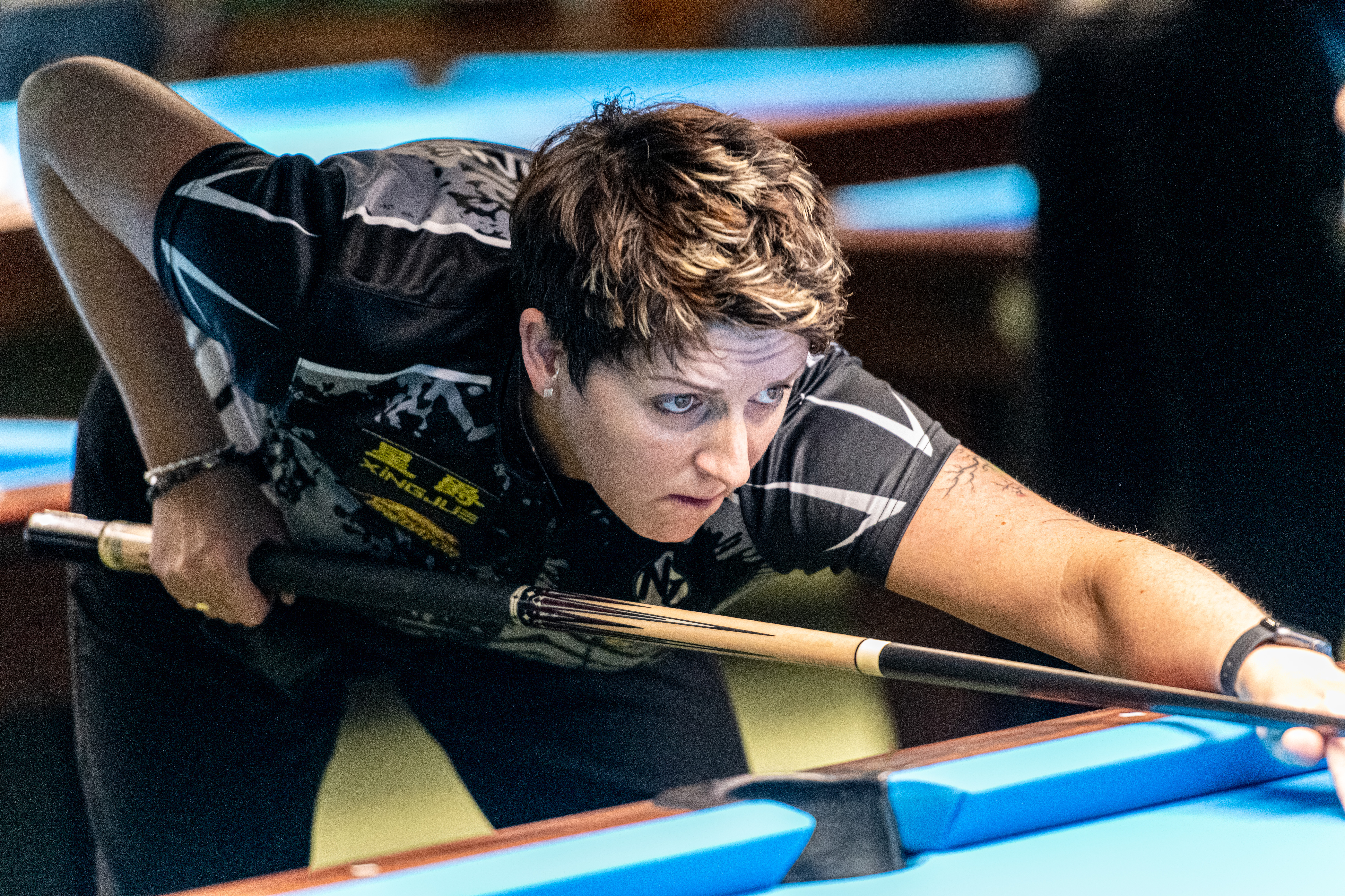
Kelly Fisher (na zdjęciu w 2022 r.) zdobyła mistrzostwo pięć razy. Zdobyła również tytuły mistrzyni świata w bilardzie angielskim, bilardzie dziesięciobilowym i bilardzie dziewięciobilowym.

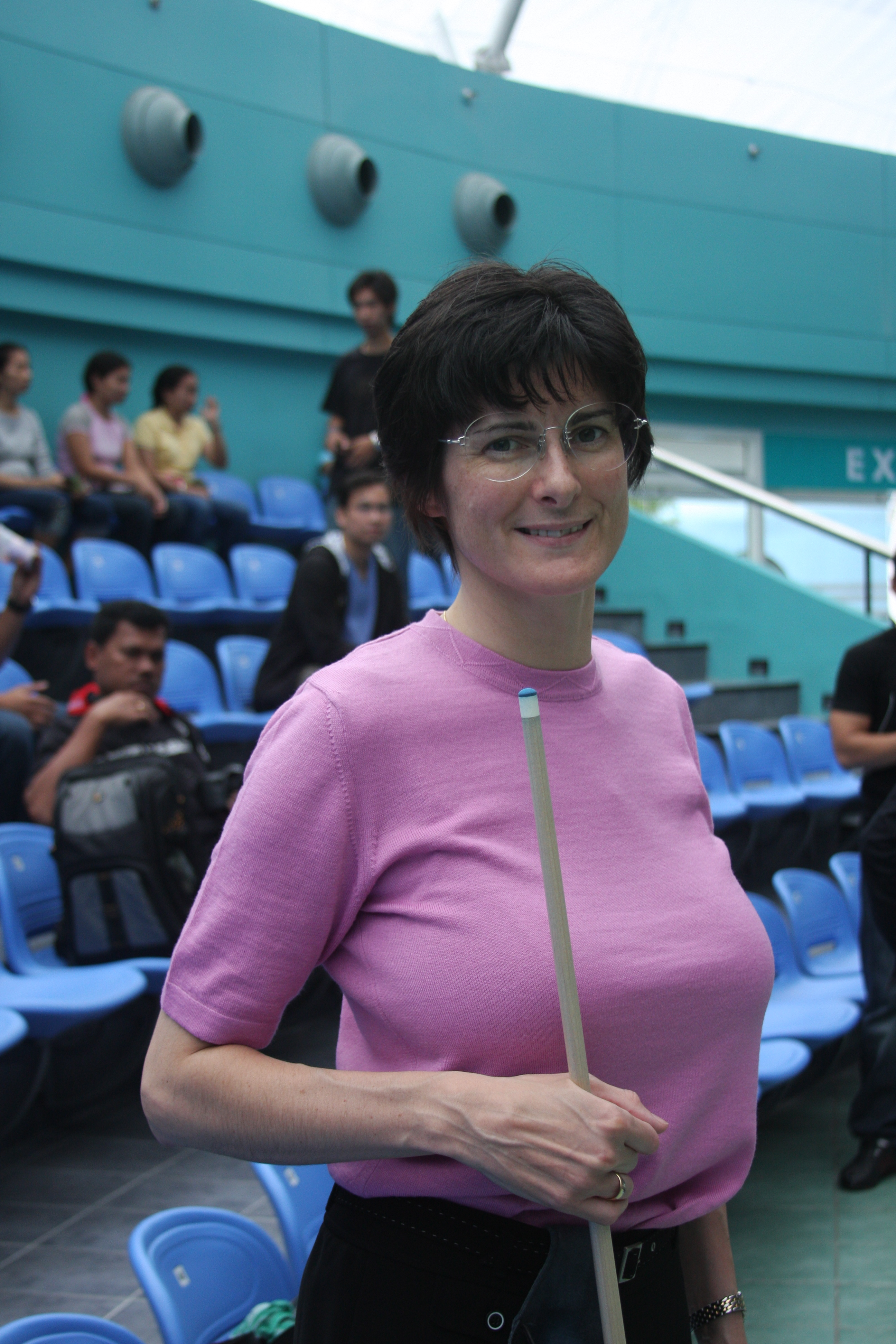
Trzykrotna mistrzyni świata w snookerze kobiet Karen Corr (na zdjęciu z 2009 r.) to kolejna była angielska mistrzyni świata w bilardzie. Podobnie jak Allison Fisher i Kelly Fisher, przeprowadziła się do Stanów Zjednoczonych, aby rywalizować w zawodach pool bilarda

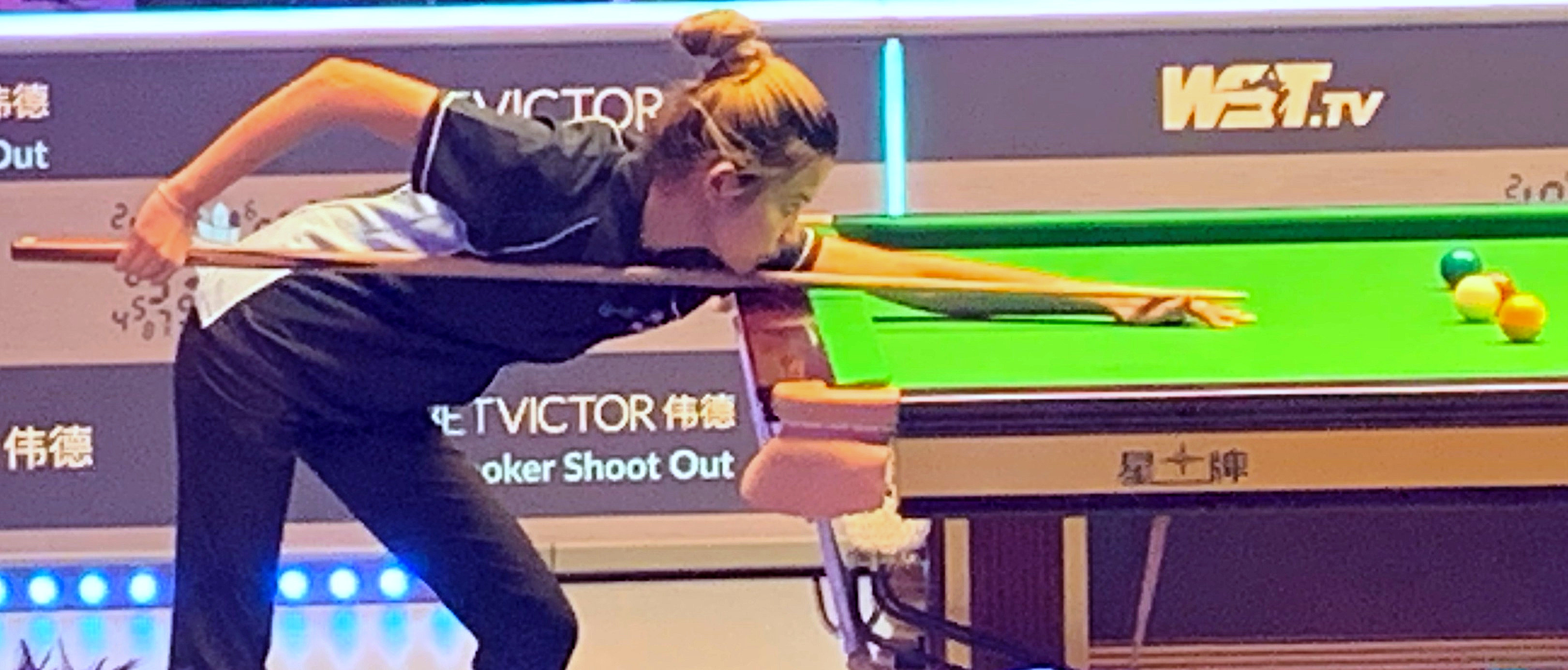
Mink Nutcharut zajęła drugie miejsce w 2024 r., po zwycięstwie w 2022 r. i dotarciu do finału w 2019 r.

| Rok        | Zwycieżczyni                       | Finalistka                         | Wynik                              | Miejsce                            | Przypisy                       |
| ---------- | ---------------------------------- | ---------------------------------- | ---------------------------------- | ---------------------------------- | ------------------------------ |
| 1976       | Vera Selby                         | Muriel Hazeldene                   | 4–0                                | Middlesbrough                      | [ 21 ] [ 22 ]                  |
| 1977–1979  | Turnieju nie rozegrano             | Turnieju nie rozegrano             | Turnieju nie rozegrano             | Turnieju nie rozegrano             |                                |
| 1980       | Lesley McIlrath                    | Agnes Davies                       | 4–2                                | Hayling                            | [ 4 ] [ 3 ]                    |
| 1981       | Vera Selby                         | Mandy Fisher                       | 3–0                                | Thorness Bay                       | [ 6 ] [ 5 ]                    |
| 1982       | Turnieju nie rozegrano             | Turnieju nie rozegrano             | Turnieju nie rozegrano             | Turnieju nie rozegrano             | [ 2 ]                          |
| 1983       | Sue Foster                         | Maureen Baynton                    | 8–5                                | Brean                              | [ 23 ] [ 24 ]                  |
| 1984 (Am)  | Stacey Hillyard                    | Natalie Stelmach                   | 4–1                                | Coventry                           | [ 25 ] [ 26 ]                  |
| 1984 (Pro) | Mandy Fisher                       | Maryann McConnell                  | 4–2                                | Birmingham                         | [ 2 ] [ 7 ]                    |
| 1985       | Allison Fisher                     | Stacey Hillyard                    | 5–1                                | Solihull                           | [ 27 ] [ 28 ]                  |
| 1986       | Allison Fisher                     | Sue LeMaich                        | 5–0                                | Solihull                           | [ 29 ] [ 30 ]                  |
| 1987       | Ann-Marie Farren                   | Stacey Hillyard                    | 5–1                                | Puckpool                           | [ 31 ] [ 32 ]                  |
| 1988       | Allison Fisher                     | Ann-Marie Farren                   | 6–1                                | Brixham                            | [ 9 ] [ 33 ] [ 34 ]            |
| 1989       | Allison Fisher                     | Ann-Marie Farren                   | 6–5                                | Brixham                            | [ 9 ] [ 35 ] [ 36 ]            |
| 1990       | Karen Corr                         | Stacey Hillyard                    | 7–4                                | Londyn                             | [ 37 ] [ 38 ]                  |
| 1991       | Allison Fisher                     | Karen Corr                         | 8–2                                | Londyn                             | [ 39 ] [ 40 ]                  |
| 1992       | Turnieju nie rozegrano             | Turnieju nie rozegrano             | Turnieju nie rozegrano             | Turnieju nie rozegrano             |                                |
| 1993       | Allison Fisher                     | Stacey Hillyard                    | 9–3                                | Blackpool                          | [ 41 ] [ 42 ]                  |
| 1994       | Allison Fisher                     | Stacey Hillyard                    | 7–3                                | Nowe Delhi                         | [ 43 ] [ 44 ]                  |
| 1995       | Karen Corr                         | Kim Shaw                           | 6–3                                | Nowe Delhi                         | [ 45 ] [ 46 ]                  |
| 1996       | Turnieju nie rozegrano             | Turnieju nie rozegrano             | Turnieju nie rozegrano             | Turnieju nie rozegrano             |                                |
| 1997       | Karen Corr                         | Kelly Fisher                       | 6–3                                | Llanelli                           | [ 45 ] [ 46 ]                  |
| 1998       | Kelly Fisher                       | Karen Corr                         | 5–0                                | Sheffield                          | [ 47 ] [ 48 ]                  |
| 1999       | Kelly Fisher                       | Karen Corr                         | 4–2                                | Sheffield                          | [ 9 ] [ 49 ] [ 50 ]            |
| 2000       | Kelly Fisher                       | Lisa Ingall                        | 4–1                                | Sheffield                          | [ 9 ] [ 51 ] [ 52 ]            |
| 2001       | Lisa Quick                         | Lynette Horsburgh                  | 4–2                                | Sheffield                          | [ 9 ] [ 53 ] [ 54 ]            |
| 2002       | Kelly Fisher                       | Lisa Quick                         | 4–1                                | Sheffield                          | [ 9 ] [ 55 ] [ 56 ]            |
| 2003       | Kelly Fisher                       | Lisa Quick                         | 4–1                                | Sheffield                          | [ 9 ] [ 57 ] [ 58 ]            |
| 2004       | Turnieju nie rozegrano             | Turnieju nie rozegrano             | Turnieju nie rozegrano             | Turnieju nie rozegrano             |                                |
| 2005       | Reanne Evans                       | Lynette Horsburgh                  | 6–4                                | Cambridge                          | [ 59 ] [ 60 ]                  |
| 2006       | Reanne Evans                       | Emma Bonney                        | 5–3                                | Cambridge                          | [ 61 ] [ 62 ]                  |
| 2007       | Reanne Evans                       | Katie Henrick                      | 5–3                                | Cambridge                          | [ 63 ] [ 64 ]                  |
| 2008       | Reanne Evans                       | June Banks                         | 5–2                                | Cambridge                          | [ 9 ] [ 65 ] [ 66 ]            |
| 2009       | Reanne Evans                       | Maria Catalano                     | 5–2                                | Cambridge                          | [ 9 ] [ 67 ] [ 68 ]            |
| 2010       | Reanne Evans                       | Maria Catalano                     | 5–1                                | Cambridge                          | [ 9 ] [ 69 ] [ 70 ]            |
| 2011       | Reanne Evans                       | Emma Bonney                        | 5–1                                | Bury St Edmunds                    | [ 9 ] [ 71 ] [ 72 ]            |
| 2012       | Reanne Evans                       | Maria Catalano                     | 5–3                                | Cambridge                          | [ 73 ] [ 74 ]                  |
| 2013       | Reanne Evans                       | Maria Catalano                     | 6–3                                | Cambridge                          | [ 75 ] [ 76 ]                  |
| 2014       | Reanne Evans                       | Ng On Yee                          | 6–0                                | Leeds                              | [ 77 ] [ 78 ] [ 79 ]           |
| 2015       | Ng On Yee                          | Emma Bonney                        | 6–2                                | Leeds                              | [ 80 ] [ 81 ]                  |
| 2016       | Reanne Evans                       | Ng On Yee                          | 6–4                                | Leeds                              | [ 82 ] [ 83 ]                  |
| 2017       | Ng On Yee                          | Vidya Pillai                       | 6–5                                | Toa Payoh                          | [ 84 ] [ 85 ] [ 86 ] [ 87 ]    |
| 2018       | Ng On Yee                          | Maria Catalano                     | 5–0                                | Saint Paul’s Bay                   | [ 88 ] [ 89 ] [ 90 ]           |
| 2019       | Reanne Evans                       | Mink Nutcharut                     | 6–3                                | Bangkok                            | [ 91 ] [ 92 ] [ 93 ] [ 94 ]    |
| 2020–2021  | Odwołane z powdu pandemii COVID-19 | Odwołane z powdu pandemii COVID-19 | Odwołane z powdu pandemii COVID-19 | Odwołane z powdu pandemii COVID-19 |                                |
| 2022       | Mink Nutcharut                     | Wendy Jans                         | 6–5                                | Sheffield                          | [ 95 ] [ 96 ] [ 97 ] [ 98 ]    |
| 2023       | Baipat Siripaporn                  | Bai Yulu                           | 6–3                                | Bangkok                            | [ 99 ] [ 100 ] [ 101 ] [ 102 ] |
| 2024       | Bai Yulu                           | Mink Nutcharut                     | 6–5                                | Dongguan                           | [ 16 ] [ 15 ] [ 103 ]          |
| 2025       | Bai Yulu                           | Mink Nutcharut                     | 6-4                                | Dongguan                           | [ 104 ] [ 105 ] [ 106 ]        |

## Statystyki

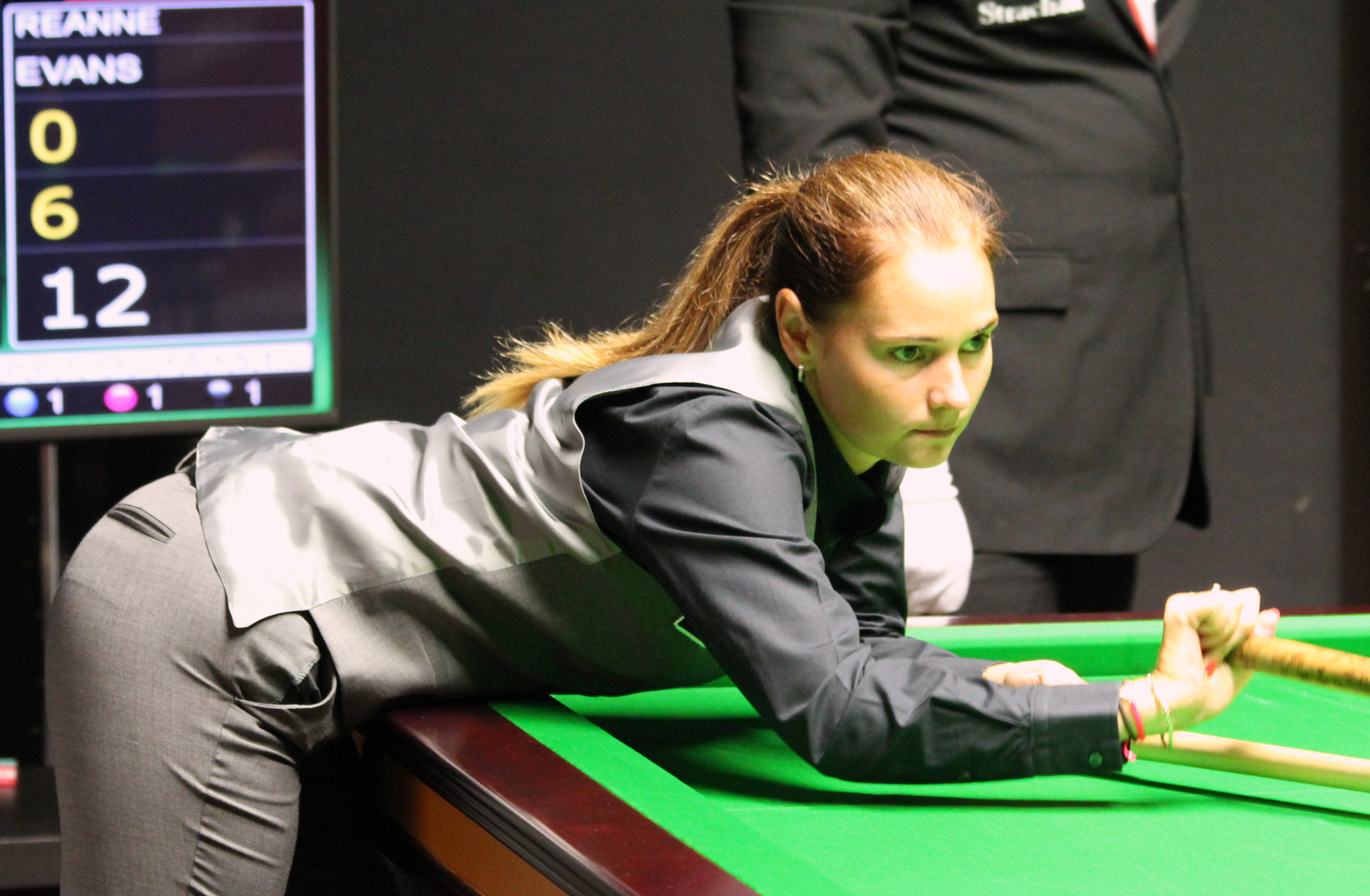
Reanne Evans wygrała wszystkie dwanaście finałów, w których brała udział.

| Pozycja                                         | Zawodniczka       | Kraj              | Zwyciężczyni | Finalistka |
| ----------------------------------------------- | ----------------- | ----------------- | ------------ | ---------- |
| 1                                               | Reanne Evans      | Anglia            | 12           | 0          |
| 2                                               | Allison Fisher    | Anglia            | 7            | 0          |
| 3                                               | Kelly Fisher      | Anglia            | 5            | 1          |
| 4                                               | Karen Corr        | Irlandia Północna | 3            | 3          |
| 5                                               | Ng On Yee         | Hongkong          | 3            | 2          |
| 6                                               | Bai Yulu          |                   | 2            | 1          |
| 7                                               | Vera Selby        | Anglia            | 2            | 0          |
| 8                                               | Stacey Hillyard   | Anglia            | 1            | 5          |
| 9                                               | Mink Nutcharut    | Tajlandia         | 1            | 3          |
| 10                                              | Ann-Marie Farren  | Anglia            | 1            | 2          |
| 10                                              | Lisa Quick        | Anglia            | 1            | 2          |
| 12                                              | Mandy Fisher      | Anglia            | 1            | 1          |
| 13                                              | Lesley McIlrath   | Australia         | 1            | 0          |
| 13                                              | Sue Foster        | Anglia            | 1            | 0          |
| 13                                              | Baipat Siripaporn | Tajlandia         | 1            | 0          |
| 16                                              | Maria Catalano    | Anglia            | 0            | 5          |
| 17                                              | Emma Bonney       | Anglia            | 0            | 3          |
| 18                                              | Lynette Horsburgh | Szkocja           | 0            | 2          |
| 19                                              | Muriel Hazeldene  | Anglia            | 0            | 1          |
| 19                                              | Agnes Davies      | Walia             | 0            | 1          |
| 19                                              | Maureen Baynton   | Anglia            | 0            | 1          |
| 19                                              | Natalie Stelmach  | Kanada            | 0            | 1          |
| 19                                              | Maryann McConnell | Kanada            | 0            | 1          |
| 19                                              | Sue LeMaich       | Kanada            | 0            | 1          |
| 19                                              | Kim Shaw          | Anglia            | 0            | 1          |
| 19                                              | Lisa Ingall       | Anglia            | 0            | 1          |
| 19                                              | Katie Henrick     | Anglia            | 0            | 1          |
| 19                                              | June Banks        | Anglia            | 0            | 1          |
| 19                                              | Vidya Pillai      | Indie             | 0            | 1          |
| 19                                              | Wendy Jans        | Belgia            | 0            | 1          |
| Aktywne zawodniczki są pokazane wytłuszczeniem. |                   |                   |              |            |